# Karel Křepelka (lední hokejista)
Karel Křepelka (* 17. září 2003 Tábor) je český lední hokejista hrající na postu obránce. Patří rovněž do kádru juniorské hokejové reprezentace své vlasti.

## Život
S hokejem začínal ve svém rodném městě, v tamním hokejovém klubu, když mu byly tři roky. Postupně za něj nastupoval i v mládežnických výběrech. Během sezóny 2017/2018 se ale z výběru táborského týmu do šestnácti let přesunul do stejné věkové kategorie mladoboleslavského celku. Za něj pak dále nastupoval až do juniorského věku a v sezóně 2022/2023 nastoupil i za mužský tým v české nejvyšší soutěži. V témže ročníku hrál v rámci hostování rovněž za Kolín a také za pražskou Slavii, za kterou 11. ledna 2023 v utkání proti Prostějovu (5:0) vstřelil svoji první branku mezi muži, která byla pátou jeho mužstva v tomto zápase.